# Kogasin
Kogasin  (Abk. von Koks-Gas-Benzin) ist ein Gemisch synthetischer, dieselölartiger, flüssiger, aliphatischer Kohlenwasserstoffe (Paraffine). 

## Herstellung
Kogasin wird durch Fischer-Tropsch-Synthese hergestellt. Unterschieden wird zwischen Kogasin I mit einem Siedebereich von 180 bis 230 °C und einer durchschnittlichen Kettenlänge von etwa 10 bis 13 Kohlenstoffatomen und Kogasin II mit einem Siedebereich von 230 bis 320 °C und etwa 14 bis 18 Kohlenstoffatomen. Die klare, farblose Kohlenwasserstoffflüssigkeit ist brennbar und geruchlos.

## Verwendung
Für die carbochemische Industrie stellte Kogasin einen der wichtigsten Rohstoffe bei der Herstellung von Waschmitteln und Textilhilfsmitteln dar. Im großtechnischen Bereich wird Kogasin heute insbesondere von Sasol produziert und findet Verwendung unter anderem als Lösungsmittel und Holzschutzmittel.
Durch Chlorierung von Kogasin II und der anschließende Umsetzung der Chlorierungsprodukte mit Aromaten mittels Friedel-Crafts-Alkylierung gelangte Franz Fischer zu synthetischen Schmierstoffen. Über den mittleren Chlorierungsgrad konnten die Eigenschaften des Schmieröls in weiten Bereichen variiert werden. Hochchloriertes Kogasin mit Chlorgehalten von etwa 40 % wurde mit Phenoxypropenoxid als Stabilisator versetzt und als Reißöl für die Herstellung von Reißwolle genutzt.
Über den Weg der Nachhydrierung von Kogasin II zum sogenannten Mepasin und anschließender Sulfochlorierung lassen sich Sulfochloride herstellen. Durch Umsetzung mit Natronlauge werden Tenside mit guten waschtechnischen Eigenschaften erhalten, die als Rohstoffe für die Waschmittelherstellung dienten.
Weiter Verarbeitungsmöglichkeiten der Kogasinprodukte sind zum Beispiel die Polymerisation der Olefine zu Schmierölen, Polymerbenzin oder die Hydratisierung zu Alkoholen sowie die Herstellung von Säuren durch Anlagerung von Kohlenstoffmonoxid und Wasserstoff mittels Hydroformylierung.